# Coeliccia brachysticta
Coeliccia brachysticta là loài chuồn chuồn trong họ Platycnemididae. Loài này được Ris mô tả khoa học đầu tiên năm 1912.